# Kirche Dorheim (Neuental)

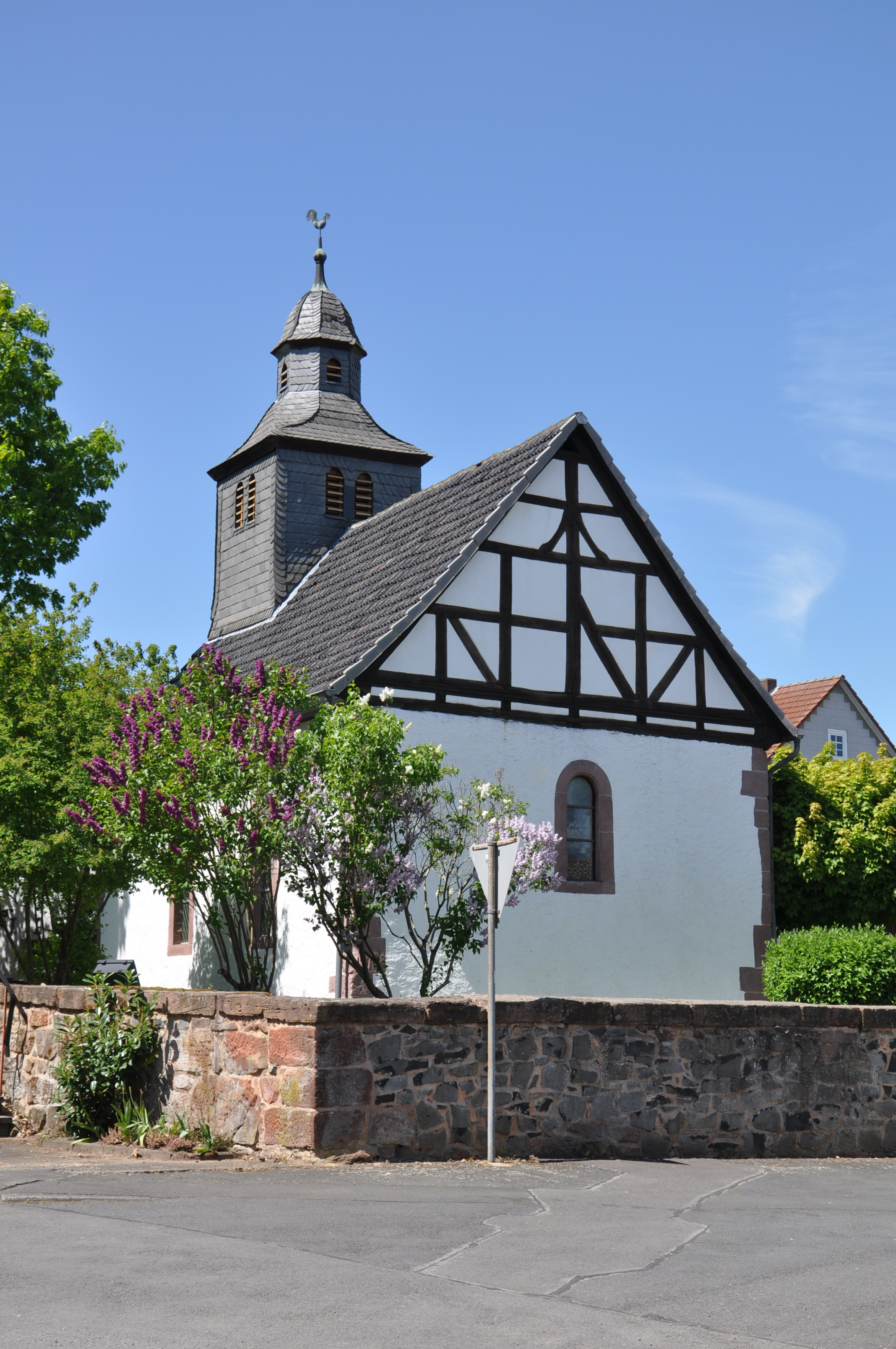
Kirche Dorheim

Die evangelische Kirche Dorheim ist ein denkmalgeschütztes Kirchengebäude, das in  Dorheim steht, einem Ortsteil der Gemeinde Neuental im Schwalm-Eder-Kreis (Hessen). Die Kirche gehört zur Kirchengemeinde Landsburg im Kirchenkreis Schwalm-Eder im Sprengel Marburg der Evangelischen Kirche von Kurhessen-Waldeck.

## Beschreibung
Die ursprünglich romanische Saalkirche wurde im 14. Jahrhundert umgebaut. Weitere Umbauten erfolgten 1615 und 1797. Aus dem Satteldach des Kirchenschiffs erhebt sich im Westen ein quadratischer schiefergedeckter Dachturm, der mit einer barocken Haube bedeckt ist. Eine steinerne Kanzel stammt aus der Zeit um 1600.
Sehenswert ist das Bogenfenster aus dem Jahr 2001 im Chor, geschaffen von Margarethe Keith.